# Töwszrüülech
Töwszrüülech (mong. Төвшрүүлэх сум) – jeden z 19 somonów ajmaku północnochangajskiego położony w jego południowo-wschodniej części. Siedzibą administracyjną somonu jest Tawanbulag znajdujący się 399 km od stolicy kraju, Ułan Bator i 44 km od stolicy ajmaku, Cecerlegu. W 2010 roku somon liczył 4076 mieszkańców.

## Gospodarka
Występują tu złoża biotytu i rud żelaza. Usługi: szkoła, szpitale i ośrodki turystyczne.

## Geografia
Południową część somonu zajmują góry Changaj, poza tym wzgórza i doliny rzek. Obszar znajduje się w strefie klimatu kontynentalnego. Średnie temperatury stycznia wynoszą -21, natomiast czerwca 17 °C. Średnia roczna suma opadów wynosi 350 mm.

## Fauna
Na terenie somonu występują m.in. lisy, wilki, dzikie owce, zające i świstaki syberyjskie